# Triple saut féminin aux championnats du monde d'athlétisme 2009
Navigation
Osaka 2007 Daegu 2011
L'épreuve du triple saut féminin des championnats du monde de 2009 s'est déroulée les 15 et 17 août 2009 dans le Stade olympique de Berlin, en Allemagne. Elle est remportée par la Cubaine Yargelis Savigne.

## Médaillées
| Or               | Argent    | Bronze       |
| Yargelis Savigne | Mabel Gay | Anna Pyatykh |

## Résultats

### Finale
| Rang               | Athlète            | Pays       | Marque       | Essais  | Essais  | Essais  | Essais  | Essais  | Essais  |
| Rang               | Athlète            | Pays       | Marque       | 1       | 2       | 3       | 4       | 5       | 6       |
| ------------------ | ------------------ | ---------- | ------------ | ------- | ------- | ------- | ------- | ------- | ------- |
| Médaille d'or      | Yargelis Savigne   | Cuba       | 14,95 m      | 14,45 m | 14,14 m | 14,89 m | 14,85 m | 14,95 m | 14,39 m |
| Médaille d'argent  | Mabel Gay          | Cuba       | 14,61 m (SB) | 13,87 m | 14,5    | x       | 14,61 m | 14,48 m | 14,04 m |
| Médaille de bronze | Biljana Topić      | Serbie     | 14,52 m (NR) | 14,21 m | 14,38 m | 14,27 m | 14,52 m | 14,43 m | 14,10 m |
| 4                  | Trecia-Kaye Smith  | Jamaïque   | 14,48 m (SB) | 14,31 m | x       | x       | 14,41 m | 14,48 m | x       |
| 5                  | Cristina Bujin     | Roumanie   | 14,26 m      | 14,26 m | 14,00 m | 14,03 m | 14,20 m | 14,16 m | 14,15 m |
| 6                  | Dana Veldáková     | Slovaquie  | 14,25 m      | 14,25 m | x       | 12,86 m | 14,14 m | 14,19 m | 14,13 m |
| 7                  | Xie Limei          | Chine      | 14,16 m      | 14,16 m | 11,46 m | 14,06 m |         |         |         |
| 8                  | Olga Rypakova      | Kazakhstan | 13,91 m      | x       | 13,91 m | 13,71 m |         |         |         |
| 9                  | Teresa Nzola Meso  | France     | 13,79 m      | 13,77 m | 13,79 m | x       |         |         |         |
| 10                 | Gisele de Oliveira | Brésil     | 13,19 m      | x       | 13,19 m | -       |         |         |         |
| —                  | Anna Pyatykh       | Russie     | DQ (dopage)  | 13,72 m | 14,23 m | 13,66 m | 14,58 m | 14,46 m | 14,53 m |
| —                  | Tatyana Lebedeva   | Russie     | DQ (dopage)  | x       | 14,37 m | 14,23 m | 14,22 m | 14,26 m | 14,28 m |

### Qualifications
Pour se qualifier pour la finale, il fallait sauter 14,45 m (ou les 12 meilleures marques).
| Rang | Athlète               | Pays       | Résultat       | Essais  | Essais  | Essais  |
| ---- | --------------------- | ---------- | -------------- | ------- | ------- | ------- |
| 1    | Yargelis Savigne      | Cuba       | 14,53 m Q      | x       | 14,53 m | -       |
| 2    | Tatyana Lebedeva      | Russie     | 14,45 m Q (SB) | 14,45 m | -       | -       |
| 3    | Teresa Nzola Meso     | France     | 14,32 m q      | x       | 13,87 m | 14,32 m |
| 4    | Anna Pyatykh          | Russie     | 14,27 m q      | x       | 14,01 m | 14,27 m |
| 5    | Dana Veldáková        | Slovaquie  | 14,25 m q      | x       | 14,25 m | 14,20 m |
| 6    | Yamilé Aldama         | Soudan     | 14,11 m        | 13,96 m | 13,83 m | 14,11 m |
| 7    | Petia Dacheva         | Bulgarie   | 14,11 m        | 13,63 m | 13,56 m | 14,11 m |
| 8    | Kimberly Williams     | Jamaïque   | 14,08 m (PB)   | x       | 14,08 m | x       |
| 9    | Snežana Rodic         | Slovénie   | 13,92 m        | 13,92 m | x       | x       |
| 10   | Svetlana Bolshakova   | Belgique   | 13,89 m        | 13,89 m | x       | 13,73 m |
| 11   | Magdelín Martínez     | Italie     | 13,87 m        | 13,80 m | 13,72 m | 13,87 m |
| 12   | Martina Šestáková     | Tchéquie   | 13,84 m        | x       | 13,69 m | 13,84 m |
| 13   | Irina Litvinenko      | Kazakhstan | 13,82 m        | 13,63 m | 13,77 m | 13,82 m |
| 14   | Shani Marks           | États-Unis | 13,67 m        | x       | x       | 13,67 m |
| 15   | Paraskeví Papahrístou | Grèce      | 13,58 m        | 13,58 m | x       | 13,58 m |
| 16   | Liliya Kulyk          | Ukraine    | 13,41 m        | 13,37 m | 13,41 m | 13,41 m |
| 17   | Erica McLain          | États-Unis | 13,39 m        | 13,34 m | x       | 13,39 m |
| 18   | Patricia Sylvester    | Grenade    | 13,22 m        | 13,22 m | 13,05 m | 12,98 m |

| Rang | Athlète                | Pays       | Résultat       | Essais  | Essais  | Essais  |
| ---- | ---------------------- | ---------- | -------------- | ------- | ------- | ------- |
| 1    | Xie Limei              | Chine      | 14,62 m Q (SB) | 14,62 m | -       | -       |
| 2    | Mabel Gay              | Cuba       | 14,53 m Q      | x       | 14,53 m | -       |
| 3    | Biljana Topić          | Serbie     | 14,37 m q (SB) | 14,37 m | 13,80 m | -       |
| 4    | Cristina Bujin         | Roumanie   | 14,29 m q      | 14,22 m | 12,82 m | 14,29 m |
| 5    | Trecia-Kaye Smith      | Jamaïque   | 14,21 m q      | x       | x       | 14,21 m |
| 6    | Gisele de Oliveira     | Brésil     | 14,14 m q      | 13,70 m | 13,79 m | 14,14 m |
| 7    | Olga Rypakova          | Kazakhstan | 14,13 m q      | 14,02 m | x       | 14,13 m |
| 8    | Malgorzata Trybanska   | Pologne    | 14,06 m        | x       | 14,06 m | 13,80 m |
| 9    | Shakeema Walker-Welsch | États-Unis | 14,01 m        | x       | x       | 14,01 m |
| 10   | Svitlana Mamyeyeva     | Ukraine    | 13,92 m        | 13,92 m | 13,35 m | 13,70 m |
| 11   | Nataliya Yastrebova    | Ukraine    | 13,74 m        | x       | 13,58 m | 13,74 m |
| 12   | Athanasia Perra        | Grèce      | 13,69 m        | 13,69 m | x       | x       |
| 13   | Marija Šestak          | Slovénie   | 13,69 m        | x       | x       | 13,69 m |
| 14   | Nadezhda Alekhina      | Russie     | 13,60 m        | x       | x       | 13,60 m |
| 15   | Vanessa Gladone        | France     | 13,51 m        | 13,51 m | 13,42 m | 13,40 m |
| 16   | Katja Demut            | Allemagne  | 11,38 m        | x       | 11,38 m | x       |
|      | Françoise Mbango Etone | Cameroun   | DNS            |         |         |         |